# 아라한 장풍 대작전
"아라한 장풍 대작전"(영어: Arahan)은 2004년 4월 30일에 개봉된 대한민국의 영화이다.

## 캐스팅
- 류승범 - 열혈순경 상환 역
- 윤소이 - 상큼도인 의진 역
- 안성기 - 자운 역
- 윤주상 - 무운 역
- 김지영 - 반야가인 역
- 김영인 - 육봉 스님 역
- 백찬기 - 설운 역
- 정두홍 - 흑운 역
- 금동현 - 조사과장 역
- 김동주 - 상환 엄마 역
- 오순태 - 휴대폰 남 역

## 수상
- 2004년 제8회 부천국제판타스틱영화제 작품상-장편(류승완), 푸르지오 관객상(류승범)
- 2005년 제28회 황금촬영상 시상식 촬영상-은상(이준규), 특별상(정두홍)
- 2005년 제7회 도빌아시아영화제 액션 아시아상(류승범)
- 2005년 제9회 판타지아 영화제 베스트 아시아 영화-동상(류승범)